# Élections municipales de 2026 en Haute-Corse
Pour un article plus général, voir Élections municipales françaises de 2026.
Les élections municipales en Haute-Corse sont prévues en mars 2026. Cette page ne traite que les communes de 2 500 habitants et plus en Haute-Corse.

## Résultats à l'échelle du département

### Maires sortants et maires élus
| Commune              | Population (en 2022) | Maire sortant(e)          | Parti | Parti | Maire élu(e) | Parti | Parti |
| -------------------- | -------------------- | ------------------------- | ----- | ----- | ------------ | ----- | ----- |
| Bastia               | 47 459               | Pierre Savelli            |       | FaC   |              |       |       |
| Biguglia             | 7 638                | Jean-Charles Giabiconi    |       | FaC   |              |       |       |
| Borgo                | 10 102               | Anne-Marie Natali         |       | LR    |              |       |       |
| Calenzana            | 2 571                | Pierre Guidoni            |       | DVD   |              |       |       |
| Calvi                | 5 720                | Ange Santini              |       | LR    |              |       |       |
| Corte                | 7 737                | Xavier Poli               |       | DVD   |              |       |       |
| Furiani              | 6 308                | Pierre-Michel Simonpietri |       | DVG   |              |       |       |
| Ghisonaccia          | 4 246                | Francis Giudici           |       | DVD   |              |       |       |
| L'Île-Rousse         | 3 213                | Angèle Bastiani           |       | FaC   |              |       |       |
| Lucciana             | 6 354                | Joseph Galletti           |       | UDI   |              |       |       |
| Penta-di-Casinca     | 3 523                | Yannick Castelli          |       | PRG   |              |       |       |
| Prunelli-di-Fiumorbo | 3 736                | André Rocchi              |       | REG   |              |       |       |
| San-Martino-di-Lota  | 2 996                | Marie-Hélène Padovani     |       | RE    |              |       |       |
| Ventiseri            | 2 593                | François Tiberi           |       | PS    |              |       |       |
| Vescovato            | 3 393                | Benoît Bruzi              |       | DVG   |              |       |       |
| Ville-di-Pietrabugno | 3 187                | Michel Rossi              |       | DVD   |              |       |       |

### Résultats en nombre de maires
| Partis             | Partis                               | Maires sortants | Maires élus | Évolution |
| ------------------ | ------------------------------------ | --------------- | ----------- | --------- |
|                    | Divers droite                        | 4               |             |           |
|                    | Les Républicains                     | 2               |             |           |
| Total droite       | Total droite                         | 6               |             |           |
|                    | Femu a Corsica                       | 3               |             |           |
|                    | Divers régionaliste                  | 1               |             |           |
| Total autonomistes | Total autonomistes                   | 4               |             |           |
|                    | Divers gauche                        | 2               |             |           |
|                    | Parti radical de gauche              | 1               |             |           |
|                    | Parti socialiste                     | 1               |             |           |
| Total gauche       | Total gauche                         | 4               |             |           |
|                    | Renaissance                          | 1               |             |           |
|                    | Union des démocrates et indépendants | 1               |             |           |
| Total centre       | Total centre                         | 2               |             |           |
| Total              | Total                                | 16              | 16          | -         |

## Résultats dans les communes de plus de 2 500 habitants

### Bastia
- Maire sortant : Pierre Savelli (FaC)
- 43 sièges à pourvoir au conseil municipal (population légale 2022 : 47 459 habitants)
- 20 sièges à pourvoir au conseil communautaire (CA de Bastia)

| Tête de liste | Tête de liste | Parti(s) | Nuance | Premier tour | Premier tour | Second tour | Second tour | Sièges | Sièges |
| Tête de liste | Tête de liste | Parti(s) | Nuance | Voix         | %            | Voix        | %           | CM     | CC     |
| ------------- | ------------- | -------- | ------ | ------------ | ------------ | ----------- | ----------- | ------ | ------ |

### Biguglia
- Maire sortant : Jean-Charles Giabiconi (FaC)
- 29 sièges à pourvoir au conseil municipal (population légale 2022 : 7 638 habitants)
- 11 sièges à pourvoir au conseil communautaire (CC de Marana-Golo)

| Tête de liste | Tête de liste | Parti(s) | Nuance | Premier tour | Premier tour | Second tour | Second tour | Sièges | Sièges |
| Tête de liste | Tête de liste | Parti(s) | Nuance | Voix         | %            | Voix        | %           | CM     | CC     |
| ------------- | ------------- | -------- | ------ | ------------ | ------------ | ----------- | ----------- | ------ | ------ |

### Borgo
- Maire sortante : Anne-Marie Natali (LR)
- 33 sièges à pourvoir au conseil municipal (population légale 2022 : 10 102 habitants)
- 12 sièges à pourvoir au conseil communautaire (CC de Marana-Golo)

| Tête de liste | Tête de liste | Parti(s) | Nuance | Premier tour | Premier tour | Second tour | Second tour | Sièges | Sièges |
| Tête de liste | Tête de liste | Parti(s) | Nuance | Voix         | %            | Voix        | %           | CM     | CC     |
| ------------- | ------------- | -------- | ------ | ------------ | ------------ | ----------- | ----------- | ------ | ------ |

### Calenzana
- Maire sortant : Pierre Guidoni (DVD)
- 23 sièges à pourvoir au conseil municipal (population légale 2022 : 2 571 habitants)
- 7 sièges à pourvoir au conseil communautaire (CC de Calvi Balagne)

| Tête de liste | Tête de liste | Parti(s) | Nuance | Premier tour | Premier tour | Second tour | Second tour | Sièges | Sièges |
| Tête de liste | Tête de liste | Parti(s) | Nuance | Voix         | %            | Voix        | %           | CM     | CC     |
| ------------- | ------------- | -------- | ------ | ------------ | ------------ | ----------- | ----------- | ------ | ------ |

### Calvi
- Maire sortant : Ange Santini (LR)
- 29 sièges à pourvoir au conseil municipal (population légale 2022 : 5 720 habitants)
- 17 sièges à pourvoir au conseil communautaire (CC de Calvi Balagne)

| Tête de liste | Tête de liste | Parti(s) | Nuance | Premier tour | Premier tour | Second tour | Second tour | Sièges | Sièges |
| Tête de liste | Tête de liste | Parti(s) | Nuance | Voix         | %            | Voix        | %           | CM     | CC     |
| ------------- | ------------- | -------- | ------ | ------------ | ------------ | ----------- | ----------- | ------ | ------ |

### Corte
- Maire sortant : Xavier Poli (DVD)
- 29 sièges à pourvoir au conseil municipal (population légale 2022 : 7 737 habitants)
- 14 sièges à pourvoir au conseil communautaire (CC du Centre Corse)

| Tête de liste | Tête de liste | Parti(s) | Nuance | Premier tour | Premier tour | Second tour | Second tour | Sièges | Sièges |
| Tête de liste | Tête de liste | Parti(s) | Nuance | Voix         | %            | Voix        | %           | CM     | CC     |
| ------------- | ------------- | -------- | ------ | ------------ | ------------ | ----------- | ----------- | ------ | ------ |

### Furiani
- Maire sortant : Pierre-Michel Simonpietri (DVG)
- 29 sièges à pourvoir au conseil municipal (population légale 2022 : 6 308 habitants)
- 9 sièges à pourvoir au conseil communautaire (CA de Bastia)

| Tête de liste | Tête de liste | Parti(s) | Nuance | Premier tour | Premier tour | Second tour | Second tour | Sièges | Sièges |
| Tête de liste | Tête de liste | Parti(s) | Nuance | Voix         | %            | Voix        | %           | CM     | CC     |
| ------------- | ------------- | -------- | ------ | ------------ | ------------ | ----------- | ----------- | ------ | ------ |

### Ghisonaccia
- Maire sortant : Francis Giudici (DVD)
- 27 sièges à pourvoir au conseil municipal (population légale 2022 : 4 246 habitants)
- 11 sièges à pourvoir au conseil communautaire (CC de Fium'orbu Castellu)

| Tête de liste | Tête de liste | Parti(s) | Nuance | Premier tour | Premier tour | Second tour | Second tour | Sièges | Sièges |
| Tête de liste | Tête de liste | Parti(s) | Nuance | Voix         | %            | Voix        | %           | CM     | CC     |
| ------------- | ------------- | -------- | ------ | ------------ | ------------ | ----------- | ----------- | ------ | ------ |

### L'Île-Rousse
- Maire sortante : Angèle Bastiani (DVG)
- 23 sièges à pourvoir au conseil municipal (population légale 2022 : 3 213 habitants)
- 12 sièges à pourvoir au conseil communautaire (CC de l'Île-Rousse - Balagne)

| Tête de liste | Tête de liste | Parti(s) | Nuance | Premier tour | Premier tour | Second tour | Second tour | Sièges | Sièges |
| Tête de liste | Tête de liste | Parti(s) | Nuance | Voix         | %            | Voix        | %           | CM     | CC     |
| ------------- | ------------- | -------- | ------ | ------------ | ------------ | ----------- | ----------- | ------ | ------ |

### Lucciana
- Maire sortant : Joseph Galletti (UDI)
- 29 sièges à pourvoir au conseil municipal (population légale 2022 : 6 354 habitants)
- 7 sièges à pourvoir au conseil communautaire (CC de Marana-Golo)

| Tête de liste | Tête de liste | Parti(s) | Nuance | Premier tour | Premier tour | Second tour | Second tour | Sièges | Sièges |
| Tête de liste | Tête de liste | Parti(s) | Nuance | Voix         | %            | Voix        | %           | CM     | CC     |
| ------------- | ------------- | -------- | ------ | ------------ | ------------ | ----------- | ----------- | ------ | ------ |

### Penta-di-Casinca
- Maire sortant : Yannick Castelli (PRG)
- 27 sièges à pourvoir au conseil municipal (population légale 2022 : 3 523 habitants)
- 12 sièges à pourvoir au conseil communautaire (CC de la Castagniccia-Casinca)

| Tête de liste | Tête de liste | Parti(s) | Nuance | Premier tour | Premier tour | Second tour | Second tour | Sièges | Sièges |
| Tête de liste | Tête de liste | Parti(s) | Nuance | Voix         | %            | Voix        | %           | CM     | CC     |
| ------------- | ------------- | -------- | ------ | ------------ | ------------ | ----------- | ----------- | ------ | ------ |

### Prunelli-di-Fiumorbo
- Maire sortant : André Rocchi (REG)
- 27 sièges à pourvoir au conseil municipal (population légale 2022 : 3 736 habitants)
- 10 sièges à pourvoir au conseil communautaire (CC de Fium'oru Castellu)

| Tête de liste | Tête de liste | Parti(s) | Nuance | Premier tour | Premier tour | Second tour | Second tour | Sièges | Sièges |
| Tête de liste | Tête de liste | Parti(s) | Nuance | Voix         | %            | Voix        | %           | CM     | CC     |
| ------------- | ------------- | -------- | ------ | ------------ | ------------ | ----------- | ----------- | ------ | ------ |

### San-Martino-di-Lota
- Maire sortante : Marie-Hélène Padovani (RE)
- 19 sièges à pourvoir au conseil municipal (population légale 2022 : 2 996 habitants)
- 4 sièges à pourvoir au conseil communautaire (CA de Bastia)

| Tête de liste | Tête de liste | Parti(s) | Nuance | Premier tour | Premier tour | Second tour | Second tour | Sièges | Sièges |
| Tête de liste | Tête de liste | Parti(s) | Nuance | Voix         | %            | Voix        | %           | CM     | CC     |
| ------------- | ------------- | -------- | ------ | ------------ | ------------ | ----------- | ----------- | ------ | ------ |

### Ventiseri
- Maire sortant : François Tiberi (PS)
- 19 sièges à pourvoir au conseil municipal (population légale 2022 : 2 593 habitants)
- 7 sièges à pourvoir au conseil communautaire (CC de Fium'orbu Castellu)

| Tête de liste | Tête de liste | Parti(s) | Nuance | Premier tour | Premier tour | Second tour | Second tour | Sièges | Sièges |
| Tête de liste | Tête de liste | Parti(s) | Nuance | Voix         | %            | Voix        | %           | CM     | CC     |
| ------------- | ------------- | -------- | ------ | ------------ | ------------ | ----------- | ----------- | ------ | ------ |

### Vescovato
- Maire sortant : Benoît Bruzi (DVG)
- 23 sièges à pourvoir au conseil municipal (population légale 2022 : 3 393 habitants)
- 9 sièges à pourvoir au conseil communautaire (CC de la Castagniccia-Casina)

| Tête de liste | Tête de liste | Parti(s) | Nuance | Premier tour | Premier tour | Second tour | Second tour | Sièges | Sièges |
| Tête de liste | Tête de liste | Parti(s) | Nuance | Voix         | %            | Voix        | %           | CM     | CC     |
| ------------- | ------------- | -------- | ------ | ------------ | ------------ | ----------- | ----------- | ------ | ------ |

### Ville-di-Pietrabugno
- Maire sortant : Michel Rossi (DVD)
- 23 sièges à pourvoir au conseil municipal (population légale 2022 : 3 187 habitants)
- 5 sièges à pourvoir au conseil communautaire (CA de Bastia)

| Tête de liste | Tête de liste | Parti(s) | Nuance | Premier tour | Premier tour | Second tour | Second tour | Sièges | Sièges |
| Tête de liste | Tête de liste | Parti(s) | Nuance | Voix         | %            | Voix        | %           | CM     | CC     |
| ------------- | ------------- | -------- | ------ | ------------ | ------------ | ----------- | ----------- | ------ | ------ |